# Folsomia spinosa
Folsomia spinosa är en urinsektsart som beskrevs av Kseneman 1936. Folsomia spinosa ingår i släktet Folsomia, och familjen Isotomidae. Arten är reproducerande i Sverige.